# Cukrownia „Częstocice”

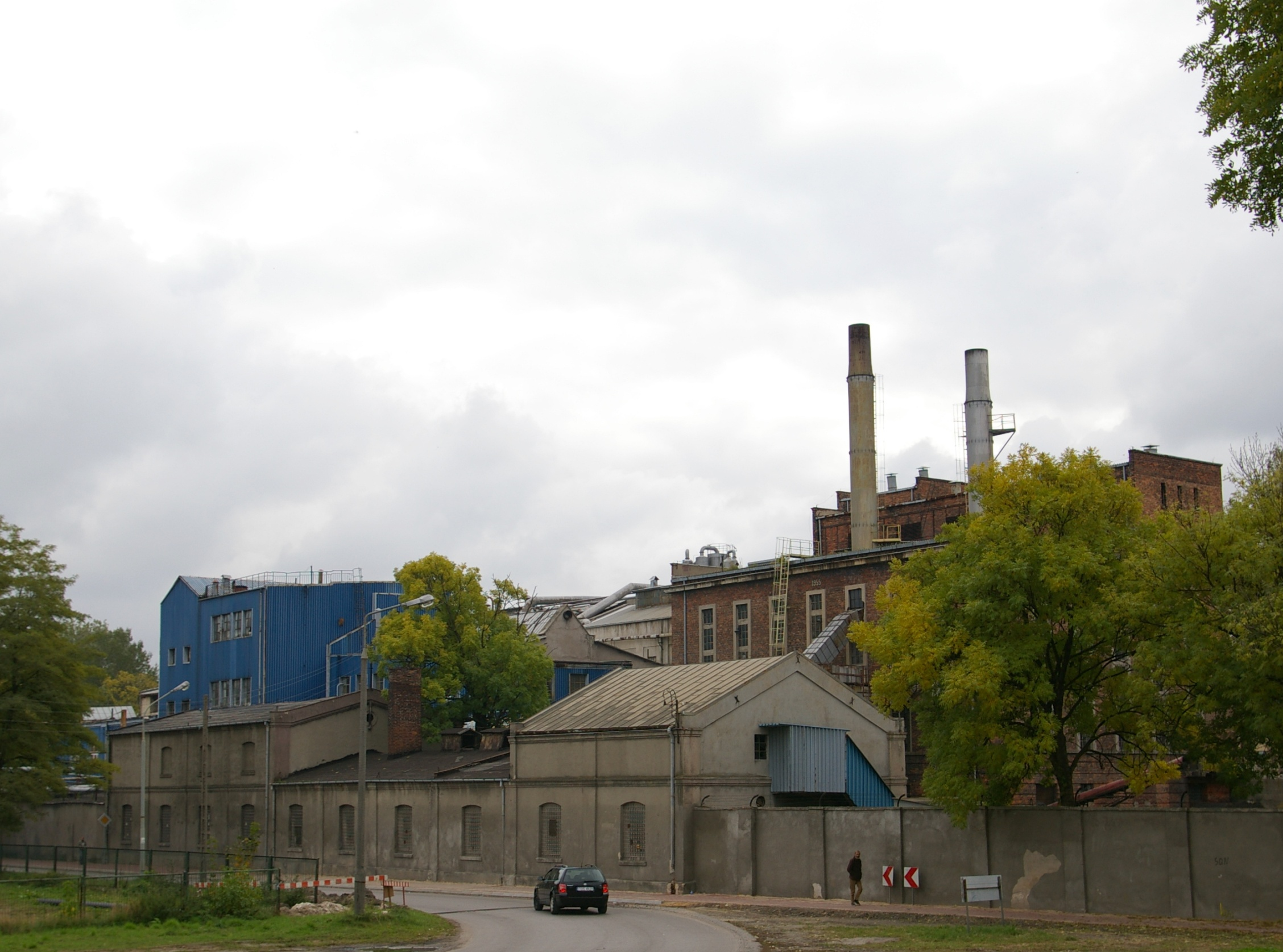
Cukrownia Częstocice

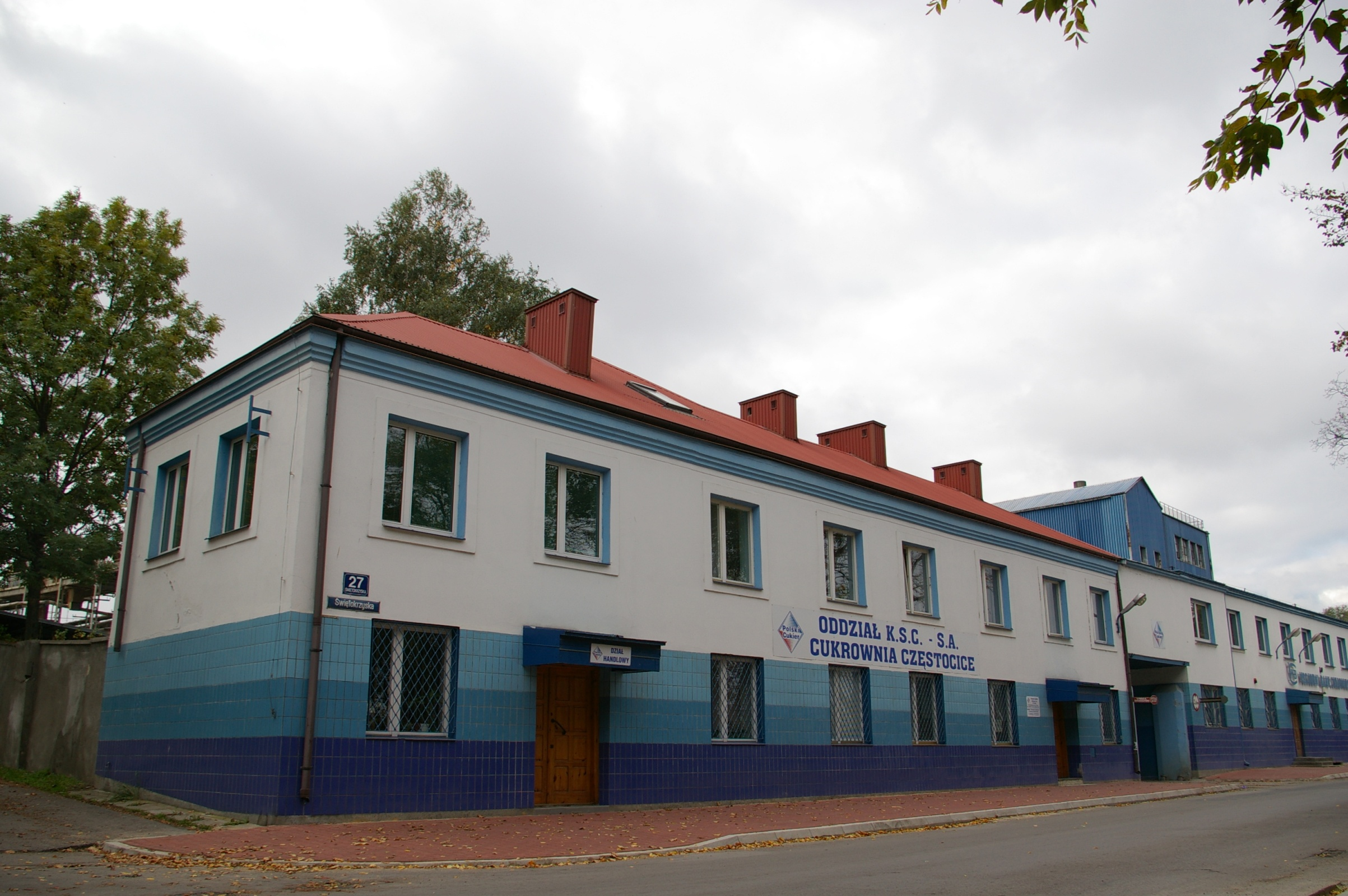
Dział handlowy Cukrowni Częstocice w Ostrowcu Świętokrzyskim

Cukrownia „Częstocice” – pierwsza cukrownia w Królestwie Polskim, zbudowana w 1839 roku przez Henryka Łubieńskiego w Częstocicach k. Ostrowca Świętokrzyskiego (obecnie w jego granicach).
W roku 1842 przebudowana na system parowy, w roku 1851 otrzymała rafinerię, a w roku 1862 została znacznie rozbudowana, w roku 1874 przeszła na system dyfuzyjny. W roku 1862/1863 wyprodukowała 983 ton cukru, w latach 1911–1914 średnio ok. 6 tys. ton cukru, w okresie międzywojennym przeciętnie ok. 3 tys. ton. W latach 1843–1862 własność Banku Polskiego, od 1882 należała do towarzystwa akcyjnego. Po II wojnie światowej nadal czynna, w reformie nacjonalizacji przemysłu została upaństwowiona.
W 2006 r. cukrownia „Częstocice”, jako oddział w strukturach Krajowej Spółki Cukrowej „Polski Cukier” S.A., została wyłączona z produkcji cukru.
Obecnie trwa produkcja wapna palonego dla przemysłu hutniczego i budowlanego w istniejącym piecu wapiennym o wydajności 60 ton na dobę.